# 1932 na televisão

## Nascimentos
| Data            | Nome                 | Profissão                         | Nacionalidade                       | Observações | Ref    |
| --------------- | -------------------- | --------------------------------- | ----------------------------------- | ----------- | ------ |
| 22 de janeiro   | Chica Xavier         | atriz                             | Brasil                              | m. 2020     | [ 1 ]  |
| 27 de fevereiro | Elizabeth Taylor     | atriz                             | Estados Unidos · Reino Unido (nas.) | m. 2011     | [ 2 ]  |
| 8 de março      | Silvia Derbez        | atriz                             | México                              | m. 2002     | [ 3 ]  |
| 14 de março     | Lúcio Mauro          | ator                              | Brasil                              | m. 2019     | [ 4 ]  |
| 17 de março     | Ivan Mesquita        | ator                              | Brasil                              | m. 2011     | [ 5 ]  |
| 20 de abril     | Rosa Lobato de Faria | escritora e atriz                 | Portugal                            | m. 2010     | [ 6 ]  |
| 24 de abril     | Agildo Ribeiro       | comediante                        | Brasil                              | m. 2018     | [ 7 ]  |
| 26 de abril     | Stênio Garcia        | ator                              | Brasil                              |             |        |
| 27 de maio      | Consuelo Leandro     | atriz, comediante e humorista     | Brasil                              | m. 1999     | [ 8 ]  |
| 21 de junho     | Ilka Soares          | atriz                             | Brasil                              | m. 2022     | [ 9 ]  |
| 16 de julho     | Laerte Morrone       | ator                              | Brasil                              | m. 2005     | [ 10 ] |
| 22 de julho     | Léo Batista          | jornalista e radialista esportivo | Brasil                              | m. 2025     |        |
| 23 de julho     | Oswaldo Loureiro     | ator e diretor                    | Brasil                              | m. 2018     | [ 11 ] |
| 31 de julho     | Ted Cassidy          | ator                              | Estados Unidos                      | m. 1979     | [ 12 ] |
| 28 de agosto    | Raul Cortez          | ator                              | Brasil                              | m. 2006     | [ 13 ] |
| 15 de setembro  | Antônio Abujamra     | ator e diretor teatral            | Brasil                              | m. 2015     | [ 14 ] |
| 19 de setembro  | Anabelle Gutiérrez   | atriz                             | México                              | m. 2022     | [ 15 ] |
| 25 de outubro   | Jacqueline Laurence  | atriz                             | Brasil                              | m. 2024     | [ 16 ] |

## Mortes
| Data | Nome | Profissão | Nacionalidade | Observações | Ref |
| ---- | ---- | --------- | ------------- | ----------- | --- |